# Spodky

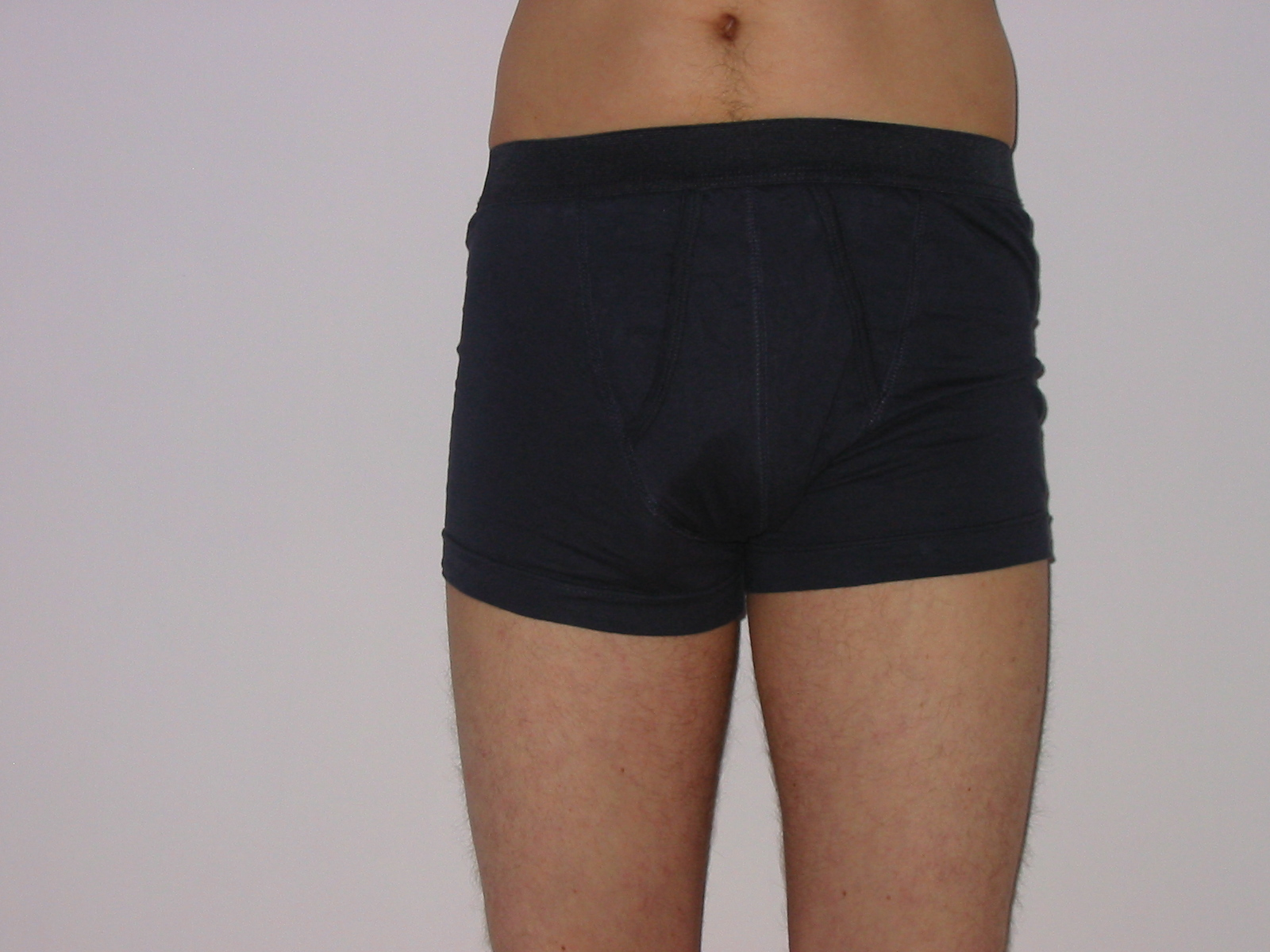
Mužské boxerky

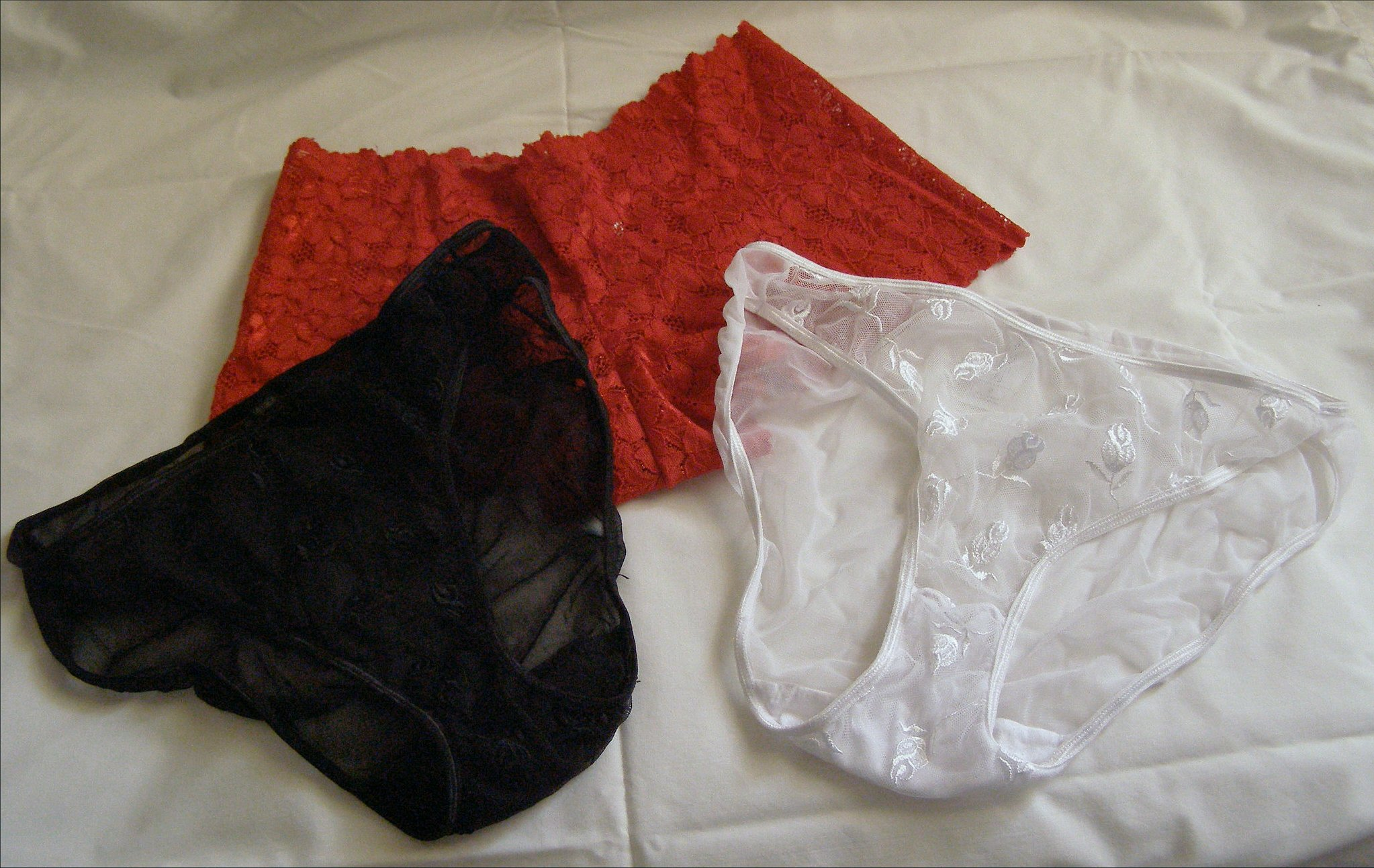
Ženské spodní prádlo

Slovo spodky tradičně označuje především mužské spodní prádlo, některým druhům tvarově odpovídá i součást vrchního oděvu např. pro sport a rekreaci; je však nabízen stále širší sortiment trenýrek a boxerek i pro ženy.
Rozlišuje se několik druhů, například:
- slipy – prádlo bez nohaviček, podobné dámským kalhotkám, ale s větším prostorem v rozkroku a v přední části, obvykle i ze silnějšího materiálu než dámské kalhotky; tvarovou obdobou slipů (z materiálu PAD/Lycra) jsou "klasické" slipové plavky,
- trenýrky – prádlo s volnými krátkými nohavicemi používané (a společensky akceptované) často i jako vrchní oděv pro sport a volný čas; trenýrky slouží i jako součást oficiálního sportovního oděvu (především v kolektivních sportech - fotbal apod., se znaky příslušnosti ke konkrétnímu sportovnímu klubu, příp. i jménem nebo číslem jejich nositele),
- trenkoslipy – podobný střih jako trenýrky, ale obvykle z měkčího pružnějšího úpletového materiálu; časově omezený pokus o využití "mezery na trhu" mezi zapřísáhlými "trenýrkáři" a "slipaři"; posléze nahrazeny boxerkami,
- boxerky – prádlo s širším pružným pasem a krátkými nohavicemi z pružného (zpravidla s obsahem elastanu - Lycra) přiléhavého materiálu,
- jégrovky – prádlo především proti chladu - s dlouhými nohavicemi, (někdy též podvlíkačky či podvlékačky), pojmenované po pletárně Gustav Jäger v Krásném Buku; historický předchůdce legín jako základní vrstvy vícevrstvého oblečení,
- tanga – velice subtilní prádlo podobné slipům, na rozdíl od nich nechává obnažené hýždě.

Zatímco slipy už z podstaty oddělují v oblasti třísel pokožku genitálií od vnitřní strany stehen a tím pomáhají předcházet kožním problémům (opruzení, odření apod.), které mohou vznikat opakovaným třením (chůze, sport) a nedostatečným odvodem vlhkosti, u boxerek již někteří výrobci (např. Hanes, Saxx, Angry Beards) kromě jednoduchých modelů nabízejí i takové, kde základní střih je doplněn o vhodně tvarované všité textilní "přepážky", které rozdělují jejich vnitřní prostor a tím plní i tuto funkci vzájemného oddělení povrchů kůže, případně i odvádění vlhkosti. (V popisu výrobku pak nacházíme formulace "Scrotum Separation", "BallPark Pouch", "Balls Holder" a podobně.)
Tradičním materiálem pro výrobu spodků je bavlna, v současnosti i umělá vlákna (PAD, PES...).[zdroj⁠?!] Pro zvýšení užitné hodnoty bývají použity různé příměsi (např. Lycra pro lepší pružnost). Pro sportovní účely je též vhodné tzv. funkční prádlo z umělých vláken – například moira (odvádí pot do vyšších vrstev oblečení a lépe udržuje teplotu těla), či přírodních vláken Merino.